# Vusi Khumalo
Vusi Khumalo (* in den 1960er-Jahren in Soweto) ist ein südafrikanischer Schlagzeuger des Jazz, der auch in der Weltmusik hervorgetreten ist.

## Leben und Wirken
Khumalo wurde von seinem Vater, der in den 1960er und 1970er Jahren Jazzmusiker war, bereits früh mit auf seine Konzerte im heimischen Jazzclub genommen. Zunächst lernte er Flügelhorn, doch David Ramokgasi, der Schlagzeuger in der Band seines Vaters, brachte ihn dazu, sich mit zwölf Jahren aufs Schlagzeug zu konzentrieren. In seiner Jugend spielte er bei vielen Sessions Rockmusik und Jazz, bevor er 1982 mit seinem Cousin Bakithi Kumalo die Fusionbands Varikweru und (später) Theta gründete; mit Theta hatte er mit Love Me Tonight (1985) und Move Me Closer zwei Hits. Daneben arbeitete er mit Roger Lucey und mit Thembi Mtshali, für deren Album Love Is a Flower (1986) er auch arrangierte. International bekannt wurde er durch seine Mitwirkung an Paul Simons Graceland-Album. In den 1990er Jahren gehörte er mit Hilton Schilder, Victor Ntoni und Khaya Mahalngu zu der experimentellen Band Iconoclast; daneben spielte er auch Mainstream Jazz. Mit dem Bassisten Fana Zulu gründete er die Band Dondo; als Teil einer Rhythmusgruppe mit Zulu wirkte er auch bei Moses Molelekwas Album Finding One's Self (1995) mit. Er arbeitete weiterhin mit Winston Mankunku, Bheki Mseleku, Barney Rachabane, Miriam Makeba, Chucho Valdés, Youssou N’Dour, Mlungisi Gegana, Allen Kwela, Tlale Makhene, Harry Belafonte und dem Soweto String Quartet (Millenia).

## Preise und Auszeichnungen
Sein Album Follow your Dreams wurde für den South African Music Award ebenso wie für den Kora-Award nominiert. Mit seiner Band Dondo erhielt er 2004 den South African Music Award für die beste Leistung im zeitgenössischen Jazz.

## Diskographische Hinweise
- Follow Your Dreams
- Dondo Changing Times (Sheer Sound 2003)
- Reasons for Seasons (2011)